# Церква святої Софії Премудрості Божої (Тернопіль)
Церква святої Софії Премудрості Божої в Тернополі — парафія і храм Тернопільсько-Зборівської архієпархії Української греко-католицької церкви в Тернополі (деканат м. Тернополя — Центральний).

## Історія церкви
Парафію було утворено у 2009 році. Архітектурний проєкт храму розробило ПМ ТВП «Архітерно-проєктна майстерня АПМ — Н», а головним архітектором був Михайло Нетриб'як. Церкву зводили протягом 2008—2009 років. 10 листопада 2009 року Тернопільсько-Зборівський єпарх владика Василій Семенюк освятив храм. Іконостас та ікони до нього створив Ігор Зілінко.
У храмі зберігається частина мощей Святого Миколая.
При парафії діють такі організації:
- Братство Матері Божої Неустанної Помочі.
- Спільнота «Матері в молитві».
- Три групи Псалтирного братства, які щоденно моляться.
- Вівтарна дружина.
- Група молитовної підтримки руху «За тверезість життя».
- Спільнота інтелігенції «Свята Софія».

Щонеділі виходить парафіяльний бюлетень «Обіжник», який поширюється серед парафіян.

## Парохи
- о. доктор Віталій Козак (2009 - 2024 адміністратор),
- о. доктор Андрій Логін ( 2010, сотрудник).
- о. Богдан Мельничин (з 2024, адміністратор)